# Суклетин, Алексей Васильевич
Алексе́й Васи́льевич Сукле́тин (13 марта 1943 года, Казань, Татарская АССР, РСФСР, СССР — 29 июня 1987 года, там же) — советский серийный убийца, насильник и каннибал. Он убил не менее семи человек в посёлке Васильево Зеленодольского района Татарской АССР, где работал сторожем в садоводческом товариществе. Своих жертв он убивал дома, после чего расчленял и употреблял в пищу. Многие жертвы Суклетина были маргинальными людьми, и он мотивировал убийства борьбой с проституцией.
До серии убийств Суклетин был дважды судим за тяжкие преступления, совершённые им в 1960 и 1964 годах, и провёл в заключении 14 лет. В 1979 году Суклетин познакомился с Мадиной Шакировой, ставшей его сообщницей в убийствах. Первоначально они занимались вымогательством. Их сообщником был друг Алексея Суклетина Ринат Волков, а жертвами — таксисты, которых Суклетин и Волков жестоко избивали.
С ноября 1981 года по 1982 год Суклетин убил шесть человек: четырёх женщин, 15-летнюю Резеду Галимову и школьницу Валентину Еликову. Двух самых младших жертв он изнасиловал. После убийства Валентины Еликовой Шакирова ушла от Суклетина, который стал сожительствовать с Лидией Фёдоровой. Она приводила к нему своего родственника Анатолия Никитина в качестве собутыльника, однако отказалась помогать убивать людей, и в 1985 году Суклетин убил Фёдорову в соучастии с Никитиным, после чего рассказал об этом своему собутыльнику Геннадию Углову и был арестован. Алексей Суклетин был признан вменяемым, приговорён к смертной казни и расстрелян по приговору суда. Мадина Шакирова и Анатолий Никитин были приговорены к 15 годам лишения свободы, а вымогатель Ринат Волков — к 7 годам лишения свободы.

## Биография

### Ранние годы и первые преступления
Алексей Суклетин родился 13 марта 1943 года в Казани. У него была сестра. Мать Алексея работала медсестрой в военно-полевых госпиталях, где он и провёл первые годы жизни (известно, что мать Суклетина была жива в 1985 году). Некоторые источники, в частности, следователь Фарид Загидуллин, отмечают, что на его психике отразились образы раненых во время Великой Отечественной войны. Мальчик рос без отца, фактически его воспитала улица. Уже в детстве Алексей Суклетин начал воровать, с шести лет он убивал животных. В школе Алексей учился посредственно, окончил восемь классов. В подростковом возрасте он начал пьянствовать, после чего становился неадекватным, и обзавёлся соответствующей компанией.
Своё первое доказанное преступление Алексей Суклетин совершил в феврале 1960 года в возрасте 16 лет. Ночью он, находясь в пьяном виде, напал на девушку по имени Гузель, разорвал ей блузку и ударил тяжёлым тупым предметом по голове. Потерпевшая потеряла сознание, и Суклетин попытался её изнасиловать. Жертву спасло появление двух молодых людей. Преступник попытался их прогнать, однако был задержан, а Гузель очнулась. Суклетин боялся смертной казни, на суде плакал, изображая раскаяние. В результате он был приговорён к двум годам лишения свободы — наказанию ниже минимального предела, установленного законом.
Осуждённый был этапирован в воспитательно-трудовую колонию. Там он встретился с другом детства по прозвищу Карась, который учил его играть в карты, драться и не сотрудничать с администрацией колонии. Так как Суклетин был осуждён по статье, считавшейся по тюремным понятиям «позорной», сокамерники издевались над ним, били Суклетина и засовывали ему в нос зубной порошок. После совершеннолетия Суклетин был переведён во взрослую исправительно-трудовую колонию, где служил одному из отбывавших наказание криминальных авторитетов, а тот обучал Алексея боксу.
Выйдя на свободу, Суклетин не работал, продолжал много пить. В 1964 году он совершил новое преступление вместе с собутыльником. У компании не нашлось денег на алкоголь, и Суклетин сообщил приятелю о жившей неподалёку пенсионерке Марии Чертковой, у которой чинил плитку его знакомый. Вдвоём они вошли в квартиру Чертковой, представившись работниками газовой службы, и стали требовать у Марии деньги, угрожая убийством. Суклетин связал хозяйку квартиры, вставил ей в рот тряпку и ударил её железной статуэткой по голове, после чего Черткова потеряла сознание. Суклетин с собутыльником похитили из её квартиры 80 рублей. Жертва пришла в сознание и сообщила в милицию о нападении. Черткова подробно описала преступников, и через несколько часов они были задержаны в ближайшей пивной.
Алексей Суклетин был приговорён к 12 годам лишения свободы в колонии строгого режима. Как рецидивист, он получил самый большой тюремный срок среди нападавших. Следуя заветам «Карася», Суклетин поставил себе цель войти в окружение какого-нибудь авторитетного заключённого. Он стал служить бывшему торговому работнику — приближённому «Князя», местного «вора в законе». При этом Алексей Суклетин враждовал с самым старшим осуждённым по прозвищу «Дед» и с его союзником Икбином — молодым заключённым, владевшим приёмами рукопашного боя. Однажды Алексей оклеветал Икбина и настроил против него советника «Князя», который приказал нескольким заключённым избить Икбина. Но тот дал им отпор, а донос был разоблачён.
После этого Суклетин попал в низшую тюремную касту «опущенных». Он мечтал отомстить «Князю», но не стал ничего для этого делать, потому что хотел выйти на свободу живым и невредимым. Суклетин сотрудничал с правоохранительными органами, рассказывая им о каждом нарушении. Также он читал много книг и в дальнейшем использовал свою начитанность, чтобы соблазнять женщин. К моменту выхода на свободу Суклетин провёл в местах заключения 14 лет.

### Жизнь после выхода на свободу в 1976 году
В 1976 году Алексей Суклетин вышел на свободу. Он устроился рабочим в тресте «Татремстройбыт», где ни разу не вышел на работу, работал сторожем в садоводческом товариществе «Восход», откуда был уволен за прогулы. В 1978 году Суклетин устроился санитаром в психиатрическую больницу, а в 1979 году снова стал дачным сторожем, на этот раз в садовом товариществе «Каенлык» в посёлке городского типа Васильево Зеленодольского района Татарской АССР. Он воровал стройматериалы товарищества и продавал их.
Алексей Суклетин женился, впечатлив невесту своей начитанностью, но постоянно изменял жене, истязал её и доводил до потери сознания. Когда жена забеременела, Суклетин её бросил. Он нашёл себе друга, мечтал о совместной преступной деятельности и однополой любви с ним. Однако дружба закончилась, когда Суклетин, придя с этим другом в ресторан, напал на посетителя и, угрожая ножом, потребовал отдать кошелёк. Посетитель оказался спортсменом и дал отпор нападавшему.

### Знакомство с Шакировой. Начало совместной преступной деятельности
В 1979 году Алексей Суклетин познакомился с Мадиной Нургазизовной Шакировой, 23-летней уроженкой Васильева, и начал с ней сожительствовать. Шакирова родилась в бедной семье. Школу она окончила с трудом, высшего образования у неё не было. Она ездила на заработки в Узбекистан, где подверглась насильственному акту лесбиянства со стороны Тамары, коллеги по работе. Затем Мадина перебралась в Казань, где работала токарем на заводе, кролиководом на ферме. Отношения с мужчинами у неё не складывались: Мадина переживала по поводу своего происхождения и необразованности, при этом мечтала о мужчине, красивом, как Ален Делон. Некоторое время она встречалась с водителем Рашидом. Когда Шакирова забеременела, Рашид потребовал сделать аборт, однако Мадина отказалась, и Рашид её бросил. Шакирова думала о самоубийстве, но отказалась от этой идеи. У неё родилась дочь.
Когда Шакирова впервые увидела Суклетина, он показался ей интеллигентным человеком. Мадина подумала, что Суклетин работает врачом или инженером. Через полгода они случайно встретились в электричке, и Суклетин пригласил её к себе домой, солгав, что у него день рождения. По свидетельству адвоката Шакировой Бориса Рыбака, сторож рассказывал его подзащитной и другим женщинам, что якобы отбывал наказание в лагерях Казахстана и бежал из мест лишения свободы. Переехав к Суклетину, Шакирова отдала дочь на воспитание своим родителям.
Вскоре Суклетин и Шакирова начали преступную деятельность. Вначале они вместе с другом Суклетина — алкоголиком Ринатом Мустафовичем Волковым — занимались вымогательством. Они действовали по чётко отработанной схеме. Шакирова ездила из Васильева в Казань, а обратно поздно вечером брала такси, жалуясь водителю на измены мужа. Когда они приезжали домой, Шакирова предлагала таксисту интимную близость. В случае его согласия в спальню врывались Суклетин и Волков, играя соответственно роли ревнивого мужа и брата Шакировой. Волков приносил фотоаппарат и делал вид, что фотографирует таксиста и Шакирову. Затем Суклетин и Волков избивали водителя такси и требовали 200 рублей под угрозой распространения порочащих его снимков. На следующий день потерпевший отдавал деньги, опасаясь за свою репутацию.

### Серия убийств

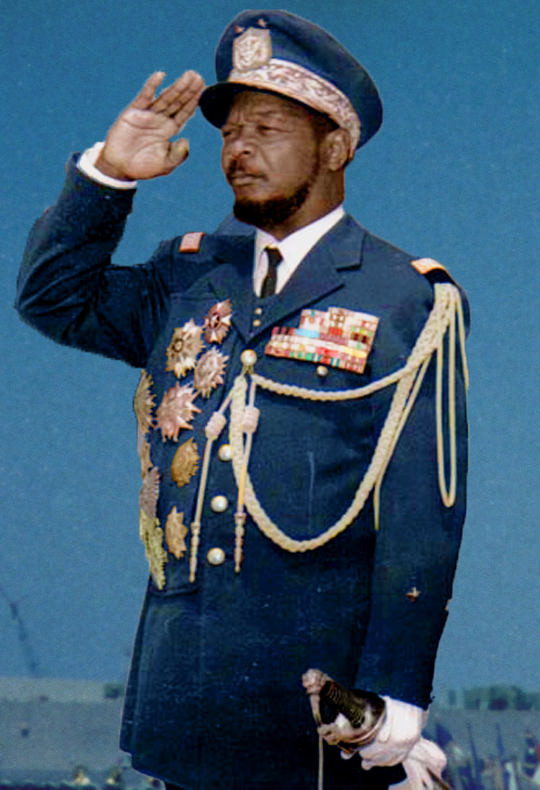
Бокасса — один из кумиров Суклетина

Вскоре Алексей Суклетин сообщил Мадине Шакировой о своих планах убивать женщин в целях людоедства. Он рассказал ей об иранском шахе Мохаммеде Реза Пехлеви, который якобы насиловал и ел маленьких девочек, и о своём кумире — императоре Центральноафриканской империи Жане-Беделе Бокассе, известном как людоед. Другим кумиром Суклетина был Джек-потрошитель — неустановленный британский серийный убийца XIX века.
С ноября 1981 года по 1982 год Алексей Суклетин убил шесть человек. Многие взрослые жертвы Суклетина страдали алкоголизмом, были бездомными, занимались проституцией и бродяжничеством.
Со своими жертвами Суклетин знакомился в общественных местах, иногда в сопровождении Шакировой, и под разными предлогами приглашал к себе домой. Затем он вместе с жертвами выпивал много алкоголя, после чего склонял их к половому акту или насиловал. Маньяк бил потерпевших молотком по голове либо головой о стену, затем в большинстве случаев перереза́л горло ножом. Он всегда нападал сзади, не глядя жертвам в глаза. После наступления смерти жертвы Суклетин и Шакирова расчленяли труп и употребляли мягкие ткани в пищу, а кости зарывали под водонапорной башней. Особенно Суклетин любил есть женскую грудь.
Мадина Шакирова стирала окровавленную одежду и бельё, при этом непосредственного участия в убийствах не принимала. Иногда сожительница маньяка похищала вещи убитых. Под видом мясной вырезки либо свинины для шашлыка Суклетин и Шакирова продавали человеческое мясо соседям. Среди покупателей были сотрудники правоохранительных органов.

#### Жертвы
Ещё до совершения первого убийства Суклетин сообщил Шакировой, что собирается убить её подругу Людмилу. Когда Людмила приехала к Суклетину, он вступил с ней в половую связь, а затем дал Шакировой знак, что собирается лишить Людмилу жизни. Однако Мадина спасла подругу, за что Суклетин избил сожительницу до потери сознания.
Первой жертвой Суклетина стала 22-летняя Екатерина Осетрова, которая, по некоторым данным, была проституткой. Суклетин встретился с ней в Казани. 18 ноября 1981 года он привёз Екатерину к себе домой, представив её как свою сестру. Ночью Суклетин и Осетрова пошли в спальню, где вступили в половую связь. Затем Шакирова предложила Екатерине выпить, а Суклетин взял обмотанный тряпкой молоток и ударил Осетрову по голове. После этого он положил жертву в корыто, связал ей руки и перерезал горло. Суклетин стал пить кровь Осетровой, когда она была ещё жива, и заставил пить Шакирову. Когда Осетрова умерла, маньяк повесил её труп и, глумясь над ним, при участии Шакировой вырезал мягкие ткани и внутренние органы. Остатки крови стекли в детскую ванночку. Убийца съел сердце, печень и лёгкие. Шакирова приготовила из останков жертвы борщ и пельмени и ела их вместе с сожителем. Суклетин и Шакирова кормили мясом жертвы также собак.
В январе 1982 года Суклетин совершил второе убийство. Вместе с Шакировой он встретил на улице двух девушек и предложил им отпраздновать Новый год. Ночью Суклетин убил и съел одну из новых знакомых, 22-летнюю Татьяну Илларионову. Вторую гостью маньяк не стал убивать, потому что она показалась ему слишком худой. Когда выжившая проснулась, Суклетин сказал, что Илларионова рано утром уехала в Казань. Под видом свинины он продал соседям мясо убитой, а Шакирова по паспорту Илларионовой взяла из салона проката магнитофон «Эльфа».
Третьей жертвой маньяка стала 15-летняя Резеда Галимова, приехавшая в Казань учиться. К тому моменту мать Галимовой умерла, а отец был алкоголиком. Галимова имела проблемы с жильём, и Суклетин заманил её к себе, сказав, что уладит проблемы Резеды с учёбой и устроит её в общежитие. Маньяк заставил Галимову выпить стакан портвейна, после чего изнасиловал её и убил двумя ударами молотка по голове. Резеда просила Шакирову спасти ей жизнь, но та отказалась ей помогать. Впоследствии Шакирова забрала свитер убитой.
На свой день рождения (13 марта) Суклетин приказал Шакировой похитить младенца, но та отказалась. Людоед положил Шакирову в корыто, жестоко её избил и, угрожая сожительнице ножом, заявил, что в следующий раз убьёт её, если она не выполнит его приказ. Суклетин пытался убить младенца не единожды: представившись моряком, он пригласил к себе имевшую 10-месячного ребёнка Линизу Каширову, планируя убить обоих, но Каширова отказалась.
Четвёртое и пятое убийства Суклетин совершил почти одновременно. Людоед заманил на свой участок 22-летнюю продавщицу гастронома Надежду Ситявину, с которой познакомился на её работе. Он объявил Шакировой, что теперь будет сожительствовать с Ситявиной, и представил Надежду матери, жившей в Зеленодольске. Но затем Суклетин стал оскорблять Ситявину, а однажды поссорился с ней и ударил её по лицу. Надежда дала ему отпор, и через несколько дней Суклетин убил Ситявину, отрубив ей голову, и выпил кровь из её горла. Затем к Суклетину приехала из Казани 19-летняя Наталья Школьникова, коллега Надежды Ситявиной. Школьникова опознала на Шакировой одежду Ситявиной, после чего была убита.
Убив Ситявину и Школьникову, Алексей Суклетин искал новых жертв. Представившись подполковником милиции, он соблазнил немолодую замужнюю женщину Ларису Петровну и обещал ей показать целебный источник. Позвонив в милицию, Лариса Петровна выяснила, что Суклетин там не работает, и рассталась с ним. Ещё одна женщина, которую людоед заманил к себе домой, почувствовала опасность и сбежала.
После этого Суклетин приехал в посёлок Северный к знакомому Борису, у которого была малолетняя дочь Соня. Суклетин рассказал ей о своём племяннике, живущем в Италии, за которого пообещал выдать девочку замуж. Затем он напоил её водкой и изнасиловал. Узнав об этом, Борис захотел убить Суклетина, но не стал. Оставшись у Бориса, Суклетин подошёл к спящей Соне, когда хозяин ушёл на работу, и попытался снова её изнасиловать, однако та оказала ему сопротивление. Суклетин задумал убить девочку, но в это время пришёл Борис. Пригласив его домой, Суклетин потребовал привезти Соню, а когда Борис отказался, жестоко его избил.
Шестой и самой младшей жертвой Алексея Суклетина стала 11-летняя Валентина Еликова, дочь его знакомой. Маньяк встретился в Казани с девочкой, находившейся возле киоска с мороженым без родителей. Суклетин представился ей дядей, купил девочке мороженое и увёз её к себе, сказав, что они будут собирать клубнику. Шакирова и Еликова вместе ходили купаться. Дома Суклетин ударил Еликову головой о стену, связал, изнасиловал, убил и съел. Мадина Шакирова пыталась спасти ребёнка, однако Суклетин избил её и стал угрожать убийством. Шакирова покинула Суклетина и вернулась к своим родителям, однако никому не рассказала о его преступлениях.

### Последнее убийство

Алексей Суклетин и Лидия Фёдорова

Новой сожительницей Алексея Суклетина стала 23-летняя Лидия Александровна Фёдорова, склонная к неумеренному употреблению спиртного. Она приходила к Алексею в сопровождении своего родственника — алкоголика Анатолия Ивановича Никитина. Вместе они устраивали пьяные вечеринки.
Суклетин рассчитывал, что новая сожительница будет помогать ему убивать женщин, и рассказал ей о своих преступлениях. Он заявил, что очищает общество от асоциальных людей. Но Фёдорова изменяла Алексею, отказалась ему помогать и стала угрожать людоеду, что выдаст его милиции. Сам Суклетин обращался с Фёдоровой жестоко и истязал её, за что дважды был задержан. Он долго вынашивал идею убийства сожительницы, но не хотел убивать её в одиночку. Маньяк желал, чтобы кто-нибудь видел, как он расправляется с Лидией, и помогал ему в этом.
12 марта 1985 года, во время застолья, Лидия Фёдорова в очередной раз пообещала Суклетину выдать его правоохранительным органам. После этого Алексей Суклетин и Анатолий Никитин изнасиловали и убили Лидию Фёдорову, облили соляркой её одежду и сожгли, расчленили труп жертвы, глумясь над ним, и съели мягкие ткани. Голову убитой они спрятали в бочке с водой, а другие останки — в трансформаторной будке.
Убив Фёдорову, Суклетин поехал к Мадине Шакировой и всё ей рассказал. 18 марта 1985 года Шакирова вернулась к людоеду. Чтобы скрыть убийство Лидии Фёдоровой, она убралась в доме сожителя.

### Разоблачение и арест
Лидия Фёдорова была объявлена в розыск как пропавшая без вести. Представители правоохранительных органов узнали, что незадолго до исчезновения она сожительствовала с Суклетиным, и спросили его, где она находится. Суклетин ответил, что Лидия поссорилась с ним и уехала. Осмотр его жилья подозрений не вызвал.
В июне 1985 года Суклетин встретился в Казани со своим собутыльником Геннадием Анисимовичем Угловым (род. 1947), работавшим на его участке. Вдвоём они приехали в Васильево и начали пьянствовать. Суклетин заставил гостя спать с Шакировой и накормил его мясом последней жертвы. Будучи пьяным, Суклетин сказал Углову, что убил и съел семь человек. Геннадий счёл его слова шуткой. Суклетин предложил гостю вместе убить Шакирову, как важного свидетеля, сказав, что мечтает поджарить её сердце, но Углов отказался.
Углов спросил Суклетина, где находится Лидия Фёдорова. В ответ маньяк показал гостю бочку, где хранилась голова убитой. Углов был материально зависим от Суклетина, который надеялся, что Геннадий не расскажет об убийстве Фёдоровой.
3 июня 1985 года собутыльники поехали в Казань, где продолжили выпивать. На обратном пути Углов затерялся в толпе, пришёл в отделение милиции и подал заявление. Он был пьян, и его слова сочли бредом.
На следующий день Суклетин пригласил Углова к себе и попытался убить. Сторож ударил гостя по голове бутылкой из-под шампанского, однако тот смог убежать. Проезжавший рядом военнослужащий отвёз Углова в Зеленодольск, где Геннадий получил медицинскую помощь. В тот же день было возбуждено уголовное дело об убийстве Лидии Фёдоровой.
Когда оперативники пришли к Суклетину домой, они почувствовали трупный запах, а судмедэксперт Александр Федюнов обнаружил во дворе кусок человеческой кожи. В саду на участке Суклетина были собраны четыре мешка человеческих костей, в подсобном помещении нашли полведра топлёного человеческого сала. Старший оперуполномоченный управления уголовного розыска Татарстана по особо важным делам Николай Колесников обнаружил гвоздь, на который преступник вешал тела жертв, а также доски и ножи, использовавшиеся для разделки трупов. При этом следов крови на месте преступлений не было.
Чтобы извлечь останки убитых, потребовалось три дня. Одна из жертв была опознана по пластине, оставшейся в её позвоночнике после операции. Суклетин сказал, что не стал её есть, потому что её тело пахло лекарствами. Лидия Фёдорова была опознана по причёске, маникюру и макияжу.
4 июня 1985 года, в день возбуждения уголовного дела, Алексей Суклетин был арестован. Через несколько часов была арестована Мадина Шакирова. Когда жители Васильево узнали, что Суклетин — убийца и людоед, они сожгли его дом, а на его месте устроили свалку.

### Следствие
Когда Суклетин убивал людей, милиция не искала его взрослых жертв: многие из них часто пропадали, ведя асоциальный образ жизни. Их пропажу отмечали как несчастные случаи.
В расследовании дела Алексея Суклетина принимал участие следователь Фарид Загидуллин, до этого работавший по делу казанской ОПГ «Тяп-Ляп». 12 июля 1985 года Суклетин подарил ему фотографию со своим автографом и надписью «На память о первой встрече с людоедом».
Следствие установило, что за время работы Суклетина в садоводческом товариществе «Каенлык» к нему приходили около 20 женщин. Во время обыска в доме преступника следователи опросили соседей, по словам которых Суклетин не вызывал подозрений. Некоторые вещи жертв он хранил у сестры, которая не интересовалась их происхождением.
На первых допросах Суклетин сознался в убийстве Лидии Фёдоровой, но отрицал вину в других преступлениях. Однако, узнав, что на его участке были найдены останки Натальи Школьниковой, людоед переложил вину на Лидию Фёдорову: по его словам, она била Школьникову обухом топора по голове, а он добил Наталью, перерезав ей горло (на самом деле Суклетин убил Наталью Школьникову в соучастии с Мадиной Шакировой, до его знакомства с Фёдоровой). Убийца заявил, что в колонии для несовершеннолетних его ударили по голове и с тех пор у него плохая память. Узнав, что останки других его жертв также были найдены, маньяк был шокирован и сознался во всех преступлениях.
Мадина Шакирова во время следствия содержалась в Зилантовом монастыре. Изначально она сознавалась только в укрывательстве убийства Фёдоровой. На первых допросах сообщница маньяка вела себя нагло и самоуверенно, пытаясь вызвать у следователя сексуальный интерес. При этом она рассматривала окружающих как врагов, поначалу не доверяя даже своему адвокату Борису Рыбаку.
Упоминание нескольких жертв Суклетина, убитых в соучастии с Мадиной, разрушило её линию поведения. Фарид Загидуллин добился признательных показаний от сообщницы маньяка, сообщив, что в случае молчания ей угрожает смертная казнь. Испугавшись, что её дочь останется сиротой, и узнав, что Суклетин сознался во всех убийствах, Шакирова начала давать показания. Не отрицая своей вины в преступлениях, она заявила, что боялась Суклетина и для неё было бы лучше быть казнённой, чем съеденной им:
Сама я никого не убивала. Резала мясо, готовила пищу из убитых. Мы присваивали некоторые вещи убитых. Пальто, юбку, кофту, туфли, валенки. Я брала только хорошие вещи. Плохие мы сжигали.
О своих преступлениях Суклетин рассказывал с удовольствием и в мельчайших подробностях, заявляя, что очищал общество от асоциальных людей. Он заявил, что свою первую жертву есть не планировал: сварил её мясо, чтобы накормить собаку, и решил попробовать сам, так как был сильно пьян.
Судебно-психиатрическая экспертиза, проведённая в Республиканской психиатрической больнице № 3, установила вменяемость Суклетина. После этого Суклетин, Шакирова и Никитин были этапированы в Москву для проведения судебно-психиатрической экспертизы в Институте имени Сербского. Там людоед заявил, что ему не жалко убитых и он не раскаивается в преступлениях. Поначалу Суклетин пытался имитировать сумасшествие. На вопрос, боится ли он Бога и Страшного суда, маньяк ответил:
Ха-ха, что мне бог! Я сам себе и бог, и дьявол! Смерти я вообще-то боюсь. Неохота сейчас подыхать, мало ещё пожил. А катись-ка ты со своим Страшным судом!
Мадина Шакирова сказала психиатрам, что Суклетин убил её как человека и как женщину. По её словам, он долго готовил Шакирову к преступлениям, говорил о её избранности, и это её завораживало. Время от времени Шакирова заявляла, что не может жить среди людей, и просила её казнить.
По результатам повторной экспертизы Алексей Суклетин был снова признан вменяемым, что сильно его удивило. Мадина Шакирова и Анатолий Никитин были также признаны вменяемыми.
Пытаясь затянуть следствие, Суклетин рассказывал о преступлениях, которых он не совершал. Он солгал, что убивал людей в Башкирии, что Лидия Фёдорова зарезала 14-летнего мальчика, которого затем при помощи Суклетина утопила в Волге. В прокуратуру Татарской АССР стали поступать запросы об аналогичных преступлениях в других регионах СССР. Следствию удалось установить, что Суклетин давал ложные показания, чтобы затянуть расследование своего дела и отсрочить наказание.
В СИЗО маньяк усиленно делал зарядку, планируя побег. Он пытался добиться авторитета среди заключённых, хвастался тем, что он людоед, глумился над верующими людьми и их чувствами, но после драки с сокамерником в очередной раз попал в касту «опущенных».
Всего Суклетин сознался в 15 убийствах. Ему было предъявлено обвинение более чем в 20 убийствах, но доказаны были только семь (оперуполномоченный Николай Колесников говорит о восьми жертвах Суклетина). Убийца требовал по 50 рублей, сигареты и чай за выдачу останков каждой жертвы. Написав шесть явок с повинной о доказанных убийствах и не получив деньги за седьмую, он отказался выходить на допросы, целыми днями лежал на нарах в камере и матерился на окружающих. Вмешиваться пришлось Фариду Загидуллину. Следствие по делу Алексея Суклетина длилось до 3 марта 1986 года.

### Суд и казнь
Уголовное дело о преступлениях Алексея Суклетина и его сообщников рассматривал Верховный суд Татарской АССР. Объём материалов дела составил 19 томов. Мать Суклетина написала заявление, что отказывается нанимать сыну адвоката.
Суд по делу Суклетина длился около месяца. Председателем был заместитель председателя Верховного суда по уголовным делам Татарской АССР Риф Шарифуллин. По его словам, как заместитель он не был обязан принимать дело к производству, поскольку дела по первой инстанции рассматривали молодые судьи, но он решил не подвергать их психологическому напряжению.
На суде Суклетин вёл себя спокойно. Как и на следствии, он подробно и с удовольствием рассказывал о своих преступлениях. Суклетин прерывал ход заседаний, чтобы закурить. Подсудимый до последнего не верил, что будет расстрелян, считая, что убийство проституток и пьющих женщин не достойно казни.
18 апреля 1986 года Алексей Суклетин был приговорён к исключительной мере наказания — смертной казни через расстрел. В приговоре было отмечено, что маньяк совершал преступления, «пренебрегая общепринятыми в советском обществе принципами гуманизма» и «проявляя исключительные изуверство и бесчеловечность».
Перед казнью осуждённый слепил из хлебного мякиша женские туфли и подарил их Фариду Загидуллину. Последним желанием Суклетина было увидеться с Шакировой. Он попросил у Мадины прощения и подарил ей яблоко. 29 июня 1987 года в Казани приговор был приведён в исполнение.

## Личность преступника и мотив убийств
Сам Алексей Суклетин не мог дать однозначной оценки своим преступлениям. Он мотивировал их тем, что многие его жертвы были проститутками, и заявлял, что очищает общество от «аморального элемента». Вместе с этим, по свидетельству Мадины Шакировой, людоед испытывал наслаждение в момент убийства, превращаясь в «настоящего зверя» и «сатану». Ещё во время своего первого преступления в 1960 году, когда Суклетин ударил жертву по голове и попытался её изнасиловать, его возбудила мысль о том, что жертва умерла. Маньяк рассказывал, что волновался только во время первого убийства.
Соседи не подозревали Суклетина в преступлениях. Они знали его как гостеприимного хозяина, хорошего собеседника и собутыльника, умеющего чинить крышу, сантехнику, копать картофель, декламировать стихи. При этом маньяк любил называть прохожих детей «котлетками», говорил, что их «зажарит». Соседей, в том числе детей, он угощал человеческим мясом (например, под видом шашлыка), и никто не догадывался о происхождении еды. По воспоминанию одного из свидетелей, когда ему было 7 лет, Суклетин накормил его и других местных мальчиков супом. Угощение было сладким, как будто вместо соли туда добавили сахар. Многие из случайно попробовавших человечину впоследствии не могли переносить даже запах мяса.
Суклетин нравился женщинам и пользовался у них успехом. Их привлекала его внешность (он носил бороду), начитанность, уверенность в себе. Когда Суклетин находился в заключении, он хотел, чтобы сокамерники преклонялись перед ним и восхищались им, как авторитетом. Но это Суклетину не удалось.
Судебно-психиатрическая экспертиза отметила в личности Суклетина психопатические черты характера: эгоцентризм, повышенную возбудимость, жестокость, мстительность, — которые не лишали его способности руководить своими действиями.
Мадина Шакирова характеризовала сожителя как очень хитрого и жестокого человека, для которого «ничего нет святого». По её словам, Суклетин трижды пытался её убить, смотрел на женщин только как на источник мяса. Она рассказывала:
Красивые бабы вызывали у него прямо-таки злобу. Ну, те, интеллигентные, к которым он и подкатить-то боялся. Он любил про таких со мной разговаривать и мечтать, как бы он с ней совершил половой акт и обязательно в извращённой форме, а потом бы зарезал и съел.

## Приговор сообщникам и их дальнейшая судьба
Для Мадины Шакировой обвинение также просило смертную казнь. Её адвокат Борис Рыбак строил линию защиты на том, что лично Шакирова никого не убивала. В итоге суд учёл смягчающие обстоятельства: раскаяние подсудимой в совершённых преступлениях, а также то, что Суклетин заставлял Мадину совершать их, угрожая убийством. Шакировой было назначено наказание в виде 15 лет лишения свободы. Анатолий Никитин был приговорён также к 15 годам лишения свободы за убийство Лидии Фёдоровой, Ринат Волков — к семи годам лишения свободы за вымогательство (дальнейшая судьба Волкова неизвестна).
Сокамерницы не приняли Мадину Шакирову, прозвав её «Диной-мясорубкой». Первоначально Шакирова содержалась в колонии в Козловке (Чувашия), где с ней подрались другие заключённые. После этого её перевели в колонию в Плесецком районе Архангельской области, где сокамерницы объявили ей бойкот.
В 2001 году Шакирова и Никитин вышли на свободу. В 2008 году Мадина Шакирова дала интервью телепрограмме «Город», в котором призналась, что ей тяжело жить на свободе и что совершала преступления не по своей воле. После освобождения Шакировой родственники не принимали её, и она сама старалась как можно меньше общаться с людьми. Судьба Анатолия Никитина после освобождения неизвестна.

## В массовой культуре
Документальный фильм «Васильевский каннибал» из цикла «Чёрное озеро» (2013)